# Медес
Медес — река в Казахстане, протекает по Каргалинскому району Актюбинской области. Длина реки составляет 16 км.
Начинается на территории аула Акжайык. Течёт в общем северном направлении по безлесой местности, в верховьях — по равнине, в низовьях — по гористой местности. Устье реки находится в 11 км по левому берегу реки Терекла на высоте 227,3 метра над уровнем моря.
Основной приток — ручей в балке Беген (лв), также по левому берегу впадает несколько родников.